# Eupomatia
Eupomatia, biljni rod svrstan u vlastitu porodicu Eupomatiaceae, dio reda magnolijolike. Tri njezine priznate vrste rastu po Novoj Gvineji i istočnim dijelovima Australije.

## Vrste
1. Eupomatia barbata Jessup
2. Eupomatia bennettii F.Muell.
3. Eupomatia laurina R.Br.